# La Balme-de-Thuy
La Balme-de-Thuy is een gemeente in het Franse departement Haute-Savoie (regio Auvergne-Rhône-Alpes). De plaats maakt deel uit van het arrondissement Annecy. La Balme-de-Thuy telde op 1 januari 2022 457 inwoners.

## Geografie
De oppervlakte van La Balme-de-Thuy bedroeg op 1 januari 2022 17,79 vierkante kilometer; de bevolkingsdichtheid was toen 25,7 inwoners per km².

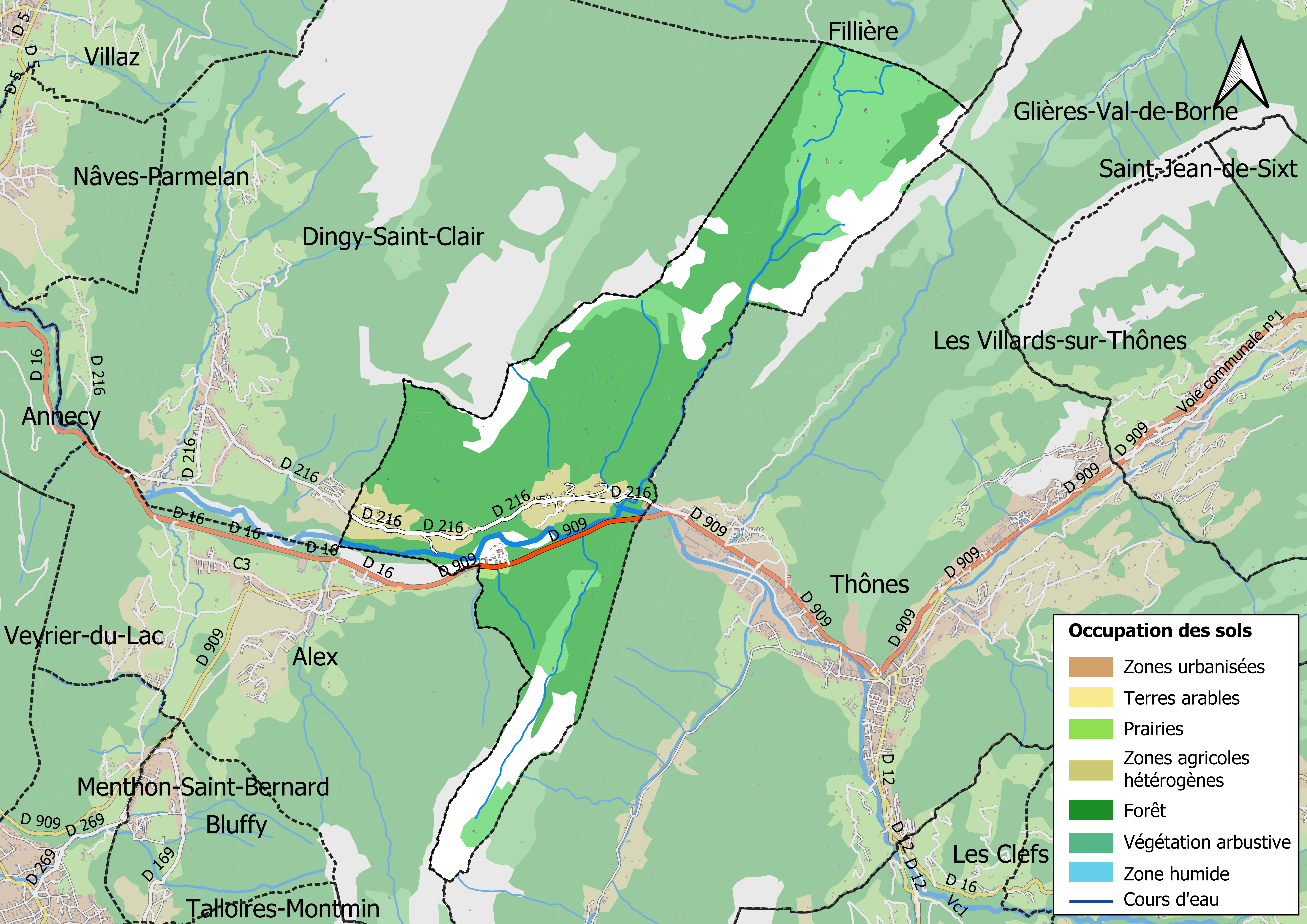
Kaart van de gemeente met de belangrijkste infrastructuur, bodemgebruik en omliggende gemeenten

## Demografie
Onderstaande figuur toont het verloop van het inwonertal (bron: INSEE-tellingen).